# Чуешов, Игорь Дмитриевич
Игорь Дмитриевич Чуешов (23 сентября 1951 — 23 апреля 2016) — советский и украинский математик, член-корреспондент НАН Украины по Отделению математики НАН Украины (специальность «Теория вероятностей и математическая физика»), профессор кафедры математической физики и вычислительной математики.

## Биографические сведения
Игорь Дмитриевич родился 23 сентября 1951 года в Ленинграде. В 1968 г. окончил среднюю школу в г. Купянск и поступил в Харьковский университет на механико-математический факультет. В 1973 году окончил университет по специальности «математика» и с тех пор работал на механико-математическом факультете.

## Научная деятельность
В 1977 г. он защитил кандидатскую, а в 1990 г. - докторскую диссертацию по теме: "математическое описание нерегулярной динамики упругой оболочки". С 1992 г. И. Чуешов — профессор кафедры математической физики и вычислительной математики. В феврале 2000 г. он был избран заведующим этой кафедрой, в феврале 2009 г. — членом-корреспондентом НАН Украины по отделению математики НАН Украины по специальности "Теория вероятностей и математическая физика"). Лауреат Государственной премии Украины в области науки и техники (2010).
Игорь Дмитриевич — автор важных основополагающих научных трудов по математике, широко известных как в бывшем СССР, так и за его пределами. Его работы внесли весомый вклад в нелинейную математическую физику и существенно повлияли на развитие современной теории бесконечномерных динамических систем. Им решен ряд важных проблем, связанных с нелинейными уравнениями в частных производных, возникающих в механике и физике, инициировано развитие нескольких направлений в качественной теории диссипативных систем.
Исследования И. Д. Чуешова были связаны с корректной развязностью и асимптотической поведением эволюционных уравнений Кармана, описывающих нелинейные колебания упругой пологой оболочки под воздействием неконсервативных нагрузок. Доказана ним теорема дал окончательное решение проблемы, которую поставил И. И. Ворович в 1990-х гг. Полученные результаты стали существенным шагом в понимании структуры аттракторов и дали ответ на некоторые вопросы Е. Дауэлла относительно нелинейного флаттера оболочек.
Чуешову удалось развить новый эффективный метод анализа общих бесконечномерных диссипативных систем, порождаемых нелинейными уравнениями второго порядка по времени. Этот метод базируется на так называемых «стабилизационных неровностях» и был развит в сотрудничестве с учеными из США. Использование этого метода позволило решить ряд важных проблем, возникающих в волновой динамике с нелинейной внутренней и краевой диссипацией. Игорь Дмитриевич также получил важные результаты относительно единства инвариантных мер для стохастических возмущений трехмерных уравнений Навье–Стокса в тонких областях. Они предоставляют принципиальную возможность использовать методы двумерной стохастической гидродинамики для описания явления турбулентности в некоторых трехмерных системах.
Игорь Дмитриевич является одним из основателей теории монотонных стохастических динамических систем. Совместно с профессором Л. Арнольдом он получил основополагающие результаты относительно структуры случайных аттракторов и ввел важное понятие полуравновесного состояния монотонной стохастической системы. Эти результаты стали основой единственной в мировой литературе монографии по монотонных стохастических динамических систем, опубликованной международным издательством «Springer» в 2002 г.
И. Д. Чуешов — автор более 130 научных работ (среди них — 5 монографий, член редколлегий журналов «Математическая физика, анализ, геометрия», «Украинский математический журнал», «Stochastics and Dynamics» и «International Journal of Differential Equations», член нескольких международных математических обществ. Неоднократно он был приглашенным профессором в разных университетах мира. Под его руководством написано семь кандидатских диссертаций (O.Резуненко, А. Рекало, O.Щербина, T.Фастовская, И.Рыжкова, O.Набока, М. Потемкин).
Ученый предложил методы локализации глобальных аттракторов, построил общую теорию определяющих функционалов для бесконечномерных диссипативных динамических систем. Решил проблему Ч. Фояша относительно возможности включения метода определяющих мод и узлов до более широкого подхода. Применяя свою теорию для описания качественного поведения решений нелинейных диссипативных уравнений в частных производных, он получил полное описание минимальных (или близких к минимальным) множеств природных параметров задачи, которые вполне определяют асимптотическое динамику системы. В частности, это дало возможность ответить на некоторые важные вопросы аэроупругости оболочек и физики океана.
Игорь Дмитриевич получил фундаментальные результаты современной теории бесконечномерных динамических систем, решил ряд важных проблем, связанных с нелинейными (стохастическими и детерминистскими) уравнениями в частных производных, возникающих в современном естествознании, инициировал несколько новых направлений в качественной теории диссипативных систем.
Игорь Дмитриевич решил проблему, которую поставил в 1950-х годах И. И. Ворович (а в конце 1960-х годов повторно отметил Ж. Л. Лионс), о существовании и единстве глобальных решений системы уравнений Кармана. Разработал новый общий подход, с помощью которого, во-первых, выделяют ситуации, в которых аттракторы не случайные, а во-вторых, точно вычисляют соответствующие ляпуновские экспоненты. Его важные результаты относительно единства инвариантных мер для стохастических возмущений трехмерных уравнений Навье–Стокса в тонких областях дают принципиальную возможность использовать методы двумерной стохастической гидродинамики для описания явления турбулентности в некоторых трехмерных системах.